# PGC 212965
LEDA/PGC 212965 ist eine Elliptische Galaxie vom Hubble-Typ dE im Sternbild Andromeda am Nordsternhimmel. Sie ist schätzungsweise 249 Millionen Lichtjahre von der Milchstraße entfernt und hat einen Durchmesser von etwa 90.000 Lichtjahren.
Im selben Himmelsareal befindet sich u. a. die Galaxien NGC 898, PGC 9108, PGC 2187896, PGC 2189635.